# WikiLeaks
WikiLeaks je nezisková mediální společnost, která zveřejňuje významné utajované vládní a korporátní dokumenty, přičemž využívá internet k zachování anonymity a nevystopovatelnosti svých zdrojů. Technické řešení WikiLeaks je založeno na několika softwarových balíčcích, které zahrnují MediaWiki, Freenet, PGP a Tor. Servery WikiLeaks jsou umístěny ve Švédsku. Pentagon označuje WikiLeaks za hrozbu americké národní bezpečnosti.
Wikileaks měla problémy s financováním, a proto v prosinci 2009 dočasně pozastavila všechny operace. Archivní materiál nebyl znovu dostupný a Wikileaks nějaký čas nové zprávy nezveřejňovala. 3. února 2010 oznámili, že pokryli všechny minimální náklady a 19. května 2010 byla stránka znovu plně v provozu, včetně MediaWiki archivu. V současnosti je mluvčím a šéfredaktorem Julian Assange, který spoluzakládal WikiLeaks v roce 2006.

## Hlavní úniky

### Seznam členů Britské národní strany
Seznam členů krajně pravicové Britské národní strany byl WikiLeaks poslán 18. listopadu 2008. Seznam zahrnoval údaje o jménech, adresách, věku a zaměstnání většiny z 13 500 členů strany, včetně několika policejních důstojníků, dvou advokátů, čtyř duchovních, nejméně jednoho lékaře a množství učitelů na základních a středních školách. Ve Spojeném království je policistům zakázán vstup či podpora Britské národní strany a nejméně jeden policista byl propuštěn kvůli svému členství. Seznam byl uveřejněn 20. října 2009 a obsahoval informace o 11 811 členech.

### Letecký útok v Bagdádu 12. července 2007
5. dubna 2010 WikiLeaks zveřejnila dvě utajovaná videa americké armády ze série útoků z 12. července 2007 v Bagdádu, při kterých bylo zabito několik lidí včetně dvou zaměstnanců zpravodajské agentury Reuters, Saeeda Chmagha a Namira Noor-Eldeena. Jedno video je neupravené a má délku 38 minut, druhé video s délkou 18 minut je upraveno a doplněno texty. Wikileaks také spustila webové stránky collateralmurder.com Archivováno 9. 4. 2010 na Wayback Machine. zaměřené výhradně na tato uniklá videa a další související materiály. Kratší video již zhlédlo na serveru YouTube několik miliónů diváků a informovala o něm největší světová média.

### Mučení a zabíjení iráckých civilistů ve válce v Iráku
22. října 2010 zveřejnila WikiLeaks tajné vojenské dokumenty o válce v Iráku z let 2004-2009. Z téměř 400 tisíc (přesně 391 831) inkriminujících dokumentů vyplývá, že americké vojenské velitelství i vláda údajně věděly o:
- mučení zajatých Iráčanů, znásilňování iráckých žen, okamžitém popravování bez soudu a o dalších válečných zločinech prováděných Iráckou armádou a policisty[8]
- mnohem větším počtu civilních obětí, než bylo oficiálně uváděno.

Z evidovaných případů mučení a zabíjení, o kterých Pentagon i americká vláda věděly, nebyly vyvozovány žádné důsledky a tyto události byly vesměs ignorovány.
WikiLeaks uvádí více než 109 tisíc obětí, které zemřely násilnou smrtí, z toho 66 081 civilistů a 23 984 lidí označovaných jako nepřátelé. Záznamy o mučení iráckých občanů, z nichž některé skončily smrtí mučeného, hovoří i o takových praktikách jako zamykáni do želez, smyslová deprivace, zavěšování za zápěstí nebo za kotníky a bičování, bití, kopání či použití elektrických šoků.
Reakcí Pentagonu dle slov jeho mluvčího bylo to, že publikování dokumentů bylo tragédií, která napomáhá nepřátelům Západu. Negativně se vyjádřil i irácký premiér Nouri al-Malikí, podle něhož zveřejnění vyvolá nenávist proti politickým stranám a jejich představitelům. Profesor John Sloboda z organizace Iraq Body Count, který spolupracoval s Wikileaks na analýze tohoto materiálu, řekl, že nové dokumenty a další záznamy úmrtí dokazují, jak obrovské množství bylo malých, neustálých tragédií v této válce. 23. října, hlavní vyšetřovatel OSN pro případy mučení, Manfred Nowak, vznesl požadavek, aby Obama začal vyšetřovat americké porušování lidských práv.

### Americké diplomatické kabelogramy
V noci na 28. listopad 2010, několik hodin po kolapsu kvůli „neznámému přetížení serverů“ (patrně DoS) Wikileaks zprostředkoval předním světovým médiím v Londýně, New Yorku, Berlíně, Madridu a Paříži přístup k prvním 251 287 z údajných 3 milionů diplomatických dokumentů, nejčastěji amerických depeší/kabelogramů. Nejnovější z nich pocházejí z února 2010, většina je však stará kolem 3 let. Kolem 11 tisíc z nich je označeno nálepkou „tajné“ a 9 tisíc jako „delikátní“ a nevhodné pro sdílení ostatními vládami, mnoho dalších tisíc s nálepkou „chránit“. Zmíněné materiály mimo jiné obsahují následující:
- američtí diplomaté údajně prováděli špionáž proti vedení OSN[14]
- USA využívají svá velvyslanectví pro globální špionážní síť[12]
- změna vztahů mezi Čínou a Korejskou lidově demokratickou republikou – předjednávání scénáře, podle kterého KLDR hospodářsky zkolabuje, diskuze o spojené Koreji
- soukromé naléhání arabských čelních politiků na Spojené státy, aby letecky zaútočily na Írán
- znepokojení USA z toho, že Sýrie dodává zbraně Hizballáhu
- rostoucí nestabilita v Pákistánu, konkrétně Washington a Londýn se obávají o bezpečnost tamního jaderného programu
- podrobnosti tajné americké snahy zvítězit nad al-Káidou v Jemenu
- vazby mezi ruskou vládou a organizovaným zločinem
- čínští hackeři vedli útok proti firmě Google a pronikli do počítačů NATO
- USA se chtěly pomstít Evropské unii za její odpor vůči GMO
- drtivá kritika britské vojenské operace v Afghánistánu
- nevhodné chování příslušníka britské královské rodiny
- soukromé názory a hodnocení předních světových politiků včetně hlav států
- diplomatické dokumenty týkající se Česka například obsahují dopis Ivo Šrámka a Ivana Pocucha z ministerstva zahraničí o ochotě Česka podílet se na strategické spolupráci s USA, ať má jakoukoli formu.[15]

Média vesměs tuto událost popisují jako začátek „diplomatické krize“. Italský ministr zahraničí Franco Frattini zveřejnění označil za „11. září světové diplomacie“. Kandidátka na americký prezidentský úřad Sarah Palinová pronesla na adresu zakladatele WikiLeaks, Juliana Assange, aby byl „pronásledován jako teroristé z Al-Káidy,“ a že „je protiamerický“ a „má na rukou krev“. Senátor Joe Lieberman, který stojí v čele senátního výboru pro vnitřní bezpečnost, vyzval všechny společnosti, které pomáhají webu WikiLeaks, aby své vztahy s ním okamžitě ukončily. Následně firma Amazon.com na politický nátlak vypnula americké servery WikiLeaks. Vypnutí serverů firmou Amazon.com komentoval Julian Assange slovy: „Od r. 2007 záměrně umísťujeme některé naše servery v jurisdikcích, které podezříváme, že mají deficit v oblasti svobody projevu. Chceme oddělit rétoriku od pravdy. Amazon je jedním z těchto případu.“ Americká internetová banka Paypal, jejímž prostřednictvím stoupenci přispívali na provoz WikiLeaks, zablokovala 4. prosince 2010 jejich finanční konto, protože Wikileaks údajně porušily provozní podmínky a podporují protizákonnou činnost.
Z úniku je podezřelá analytička armádní rozvědky, Chelsea Manningová, která měla podle The New York Times dokumenty získat již mezi únorem a květnem 2010 a od května je držena na základně námořní pěchoty v Quantico, stát Virginie na samotce bez možnosti návštěv, v podmínkách, jež některá média označují za „extrémní“, „nehumánní“ nebo „hanebná“, popř. jako politický vězeň.

### Zveřejnění amerických základen a zařízení klíčových pro americkou bezpečnost
6. prosince 2010 zveřejnil server WikiLeaks dlouhý seznam amerických základen ve světě a ostatních zařízení klíčových pro americkou bezpečnost – jako například různé (státní i soukromé) továrny, elektrárny, doly, dále plynovody a ropovody, komunikace, dopravní uzly a další. Podle korespondenta BBC, Jonathana Marcuse se pravděpodobně jedná o zatím nejkontroverznější únik WikiLeaks.

### Zveřejnění e-mailů turecké vládní strany AKP
V červenci 2016 server WikiLeaks uveřejnil na 300 tisíc emailů pocházejících z domény turecké vládní Strany spravedlnosti a rozvoje (AKP). Zveřejněné e-maily pochází z rozmezí let 2010 až počátku července 2016. WikiLeaks dokumenty uveřejnila v reakci na rozsáhlé čistky v armádě, justici a školství, ke kterým turecká vláda přistoupila po zmařeném pokusu o vojenský převrat. Turecký regulátor Internetu přístup ke stránce WikiLeaks v Turecku zablokoval.

### Vault 7
Hlavní článek: Vault 7
Dokumenty, publikované v březnu 2017, odhalující dokumentaci a zdrojové kódy k hackovacím nástrojům CIA. Zveřejněný software obsahuje dosud neodhalené chyby v televizích, autech, internetových prohlížečích a operačních systémech počítačů a chytrých telefonů. Mezi další publikace z téže série patří frameworky Marble a Grasshopper. Tyto frameworky pomáhají CIA zahladit stopy ve zdrojovém kódu malware a nebo změnit jazyk a původ malware, aby zmátl vyšetřovatele a nedal se vystopovat ke správnému zdroji.

### Spy Files Russia
Publikováno 19. září 2017. Dokumenty ukazují, že ruské zákony nerozlišují mezi zákonným odposloucháváním a nezákonným hromadným sledováním bez soudního příkazu. Ruští poskytovatelé připojení mají podle zákona povinnost instalovat do sítě komponenty FSB pro sledování lidí. Tato zařízení jsou souhrnně nazývána System for Operative Investigative Activities (SORM). Celkem 209 dokumentů (datováno mezi roky 2007 a 2015) ukazuje na ruskou společnost PETER-SERVICE, která pomáhá FSB a poskytuje data mobilních operátorů (např. záznamy zpráv a hovorů, MAC adresy, IP adresy…).
Tato společnost nasazuje do sítě systémy jako:
- TDM (Traffic Data Mart) – systém, který zaznamenává síťový provoz všech mobilních zařízení, která jsou registrována u operátora
- DRS (Data Retention System) – systém, který uchovává metadata o všech komunikacích po dobu 3 let
- Service СП-ПУ – zařizuje výměnu dat mezi komponenty
- DPI (Deep Packet Inspection) – pro možnost sbírat, spravovat a analyzovat Big Data pro komerční důvody i pro státní orgány

Struktura SORM vznikala v roce 1995. Za celou dobu měla 3 části:
1. SORM-1 – zachytává telefonní a mobilní komunikaci
2. SORM-2 – (od roku 1999) odposlouchává internetový provoz
3. SORM-3 – dodnes, sbírá všechny formy komunikací, dlouhodobě je skladuje. Od roku 2014 zahrnuje i platformy sociálních sítí.

## Opatření proti WikiLeaks

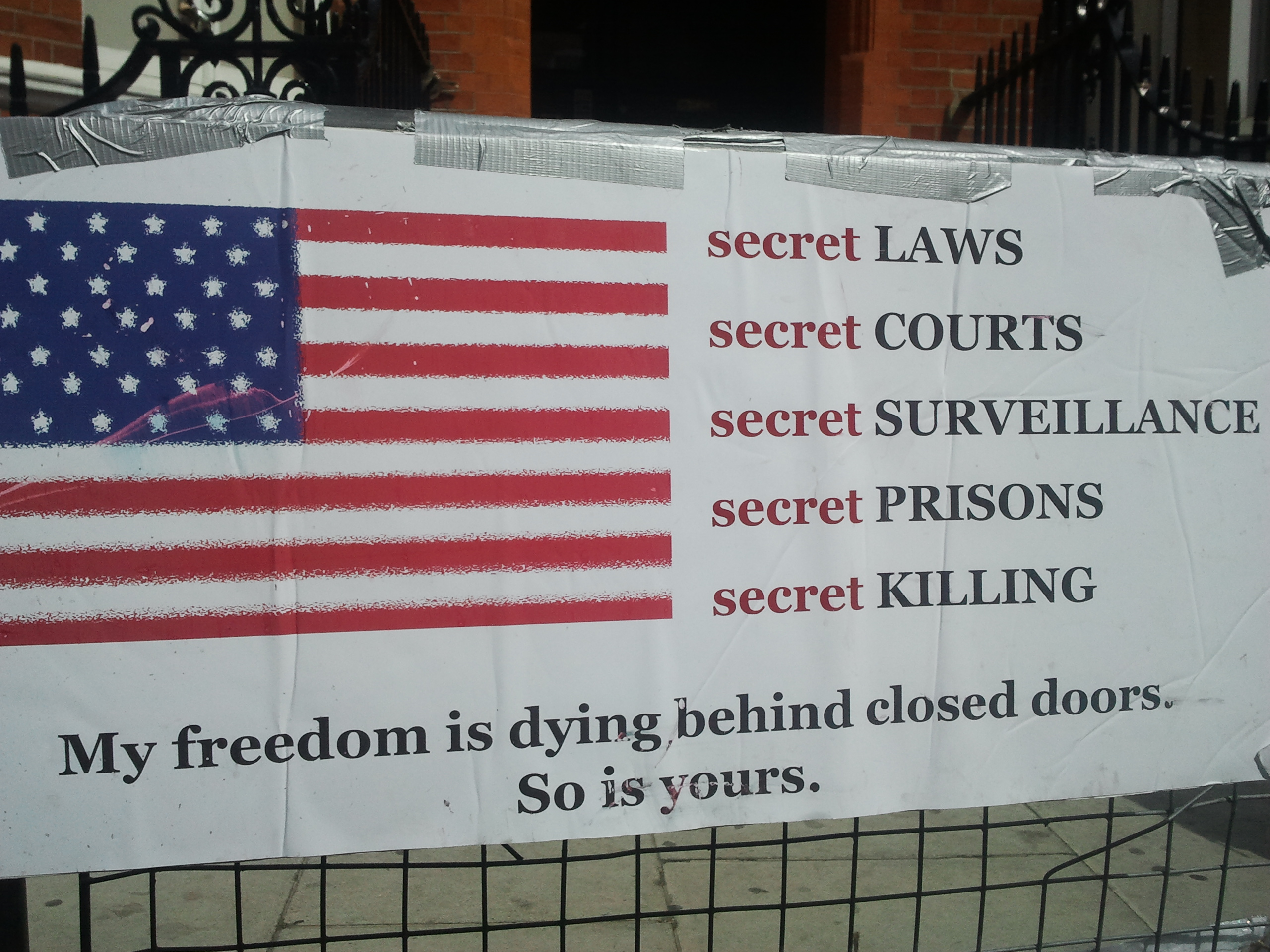
Plakát na podporu WikiLeaks před ekvádorskou ambasádou v Londýně

Na přelomu listopadu a prosince 2010 proti WikiLeaks zasáhly firmy:
- PayPal, která WikiLeaks odepřela možnost posílání plateb přes svoji službu
- Amazon, který odepřel poskytování cloud computingu WikiLeaks
- PostFinance, švýcarská banka, která zrušila účet na dary pro WikiLeaks[35][36]
- Dynadot – registrační autorita domény WikiLeaks, která smazala její DNS záznam (spojení doménového jména wikileaks.org s IP adresou 141.101.123.19)

Server WikiLeaks tak byl nucen změnit doménu – vybral si švýcarskou wikileaks.ch. Později (v rámci jisté solidarity) se vytvořilo více než 1000 tzv. mirrorů (zrcadlových webů), archivujících data z WikiLeaks, včetně minimálně jednoho českého.
Američtí studenti jsou varováni, aby na dokumenty, zveřejněné WikiLeaks, neodkazovali na sociálních sítích, či je nešířili, protože jejich případné budoucí zaměstnání ve státní správě vyžaduje průchod tzv. background checks („prověření minulosti“) a v případě zájmu o WikiLeaks touto kontrolou určitě neprojdou. Obamova administrativa zakázala zaměstnancům americké federální státní správy číst WikiLeaks, pokud nemají dostatečné bezpečnostní oprávnění. Zákaz potvrdila i knihovna amerického Kongresu, americké ministerstvo školství, americké ministerstvo obchodu a další vládní instituce. Firma Apple odstranila ze svého e-shopu aplikaci pro přístup k WikiLeaks. Naopak, studenti diplomacie v indickém Foreign Service Institute, jsou vyzýváni, aby (pro studijní účely) sledovali styl, stručnost, preciznost a pregnantnost vyjadřování v amerických diplomatických depeších.
Jeden ze zakladatelů Wikipedie, Larry Sanger, ostře vystoupil proti zveřejnění serveru WikiLeaks na Twitteru a označil WikiLeaks za nepřítele vlády a celých Spojených států.
Právníci, zastupující Juliana Assangeho, šéfredaktora WikiLeaks, tvrdí, že jsou pod dohledem tajných služeb.